# Tarianas
Os Tarianos são um grupo indígena que habita o Noroeste do estado brasileiro do Amazonas, mais precisamente nas Áreas Indígenas Alto Rio Negro, Médio Rio Negro I, Médio Rio Negro II, Taracuá e Yauareté I, além da Colômbia.